# Edmund Tudor, hertig av Somerset
Edmund Tudor, hertig av Somerset, född 2 februari 1499, död 19 juni 1500.
Han var Henrik VII av England och Elizabeth av Yorks sjätte barn och var hertig av Somerset från födseln. Han dog då han var ett år och fyra månader av okänd anledning. 
Bland hans äldre syskon fanns Arthur, prins av Wales, Margaret Tudor, Henrik VIII av England, Elizabeth Tudor och Maria Tudor.